# Liveris Andritsos
Liveris Andritsos, en griego: Λιβέρης Ανδρίτσο , (nacido el 31 de diciembre de 1959 en Atenas, Grecia) es un exjugador griego de baloncesto. Con 2.02 de estatura, jugaba en el puesto de Ala-pívot.

## Trayectoria
- 1978-1982  Ikaros Esperos
- 1982-1992 Panathinaikos BC